# Județul Fejér
Fejér este un județ situat în centrul Ungariei.

### Municipii
- Székesfehérvár
- Dunaújváros

### Orașe
(ordonate după populație, conform recensământului din 2001)
- Mór (14,731)
- Sárbogárd (13,461)
- Bicske (11,103)
- Ercsi (8406)
- Gárdony (8127)
- Enying (7191)
- Polgárdi (6582)
- Martonvásár (5180)
- Velence (4845)
- Adony (3823)

### Sate
| - Aba - Alap - Alcsútdoboz - Alsószentiván - Bakonycsernye - Bakonykúti - Balinka - Baracs - Baracska - Beloiannisz - Besnyő - Bodajk - Bodmér - Cece - Csabdi - Csákberény - Csákvár - Csókakő - Csősz - Csór | - Daruszentmiklós - Dég - Előszállás - Etyek - Fehérvárcsurgó - Felcsút - Füle - Gánt - Gyúró - Hantos - Igar - Iszkaszentgyörgy - Isztimér - Iváncsa - Jenő - Kajászó - Káloz - Kápolnásnyék - Kincsesbánya - Kisapostag | - Kisláng - Kulcs - Kőszárhegy - Lajoskomárom - Lepsény - Lovasberény - Magyaralmás - Mány - Mátyásdomb - Mezőfalva - Mezőkomárom - Mezőszentgyörgy - Mezőszilas - Moha - Nadap - Nádasdladány - Nagykarácsony - Nagylók - Nagyveleg - Nagyvenyim | - Óbarok - Pákozd - Pátka - Pázmánd - Perkáta - Pusztaszabolcs - Pusztavám - Rácalmás - Ráckeresztúr - Sáregres - Sárkeresztes - Sárkeresztúr - Sárkeszi - Sárosd - Sárszentágota - Sárszentmihály - Seregélyes - Soponya - Söréd - Sukoró | - Szabadbattyán - Szabadegyháza - Szabadhídvég - Szár - Tabajd - Tác - Tordas - Újbarok - Úrhida - Vajta - Vál - Vereb - Vértesacsa - Vértesboglár - Zámoly - Zichyújfalu |